# Politička podjela Francuske
Politička podjela Francuske je institucionalna i upravna podjela teritorija države.

## Kontinentalna Francuska
Od 1. siječnja 2006. godine, kontinentalna Francuska (France métropolitaine) - tj. dio Francuske koji se nalazi u Europi, je podjeljena hijerarhijski na:
- 22 regije (régions) (zajedno s teritorijalnom zajednicom Korzike, francuski: collectivité territoriale de Corse). Regije su osnovna francuska teritorijalna podjela ; svaka ima svoje regionalno vijeće koje se izravno bira na šest godina. Njihova osnovna funkcija je financiranje obrazovanja i drugih gospodarskih i socijalnih projekata. Svaka regija ima svog prefekta, kojeg izabire vlada i čija je uloga predstavljanje države u toj zajednici, kao i nadziranje rada decentraliziranih službi, npr. policije. Korzika ima poseban status, sličan ostalim regijama, ali sa širim ovlastima.

- 96 departmana (départements). Po hijerarhiji oni se nalaze ispod regija (svaka regija se sastoji od više departmana), departmanom upravlja generalno vijeće (conseil général), koje se izravno bira na šest godina i koje ima ulogu financiranja lokalnih gospodarskih i socijalnih projekata. Departmani su stvoreni 1790. godine. Svaki departman ima svog prefekta (préfet), prefekt koji se nalazi u glavnom mjestu (chef-lieu) regije je prefekt regije.

- 329 okruga (arrondissements). Svaki departman se sastoji od više okruga, kojima upravlja podprefekt (sous-préfet). Njihova uloga je pomoći prefektu departmana.

- 3 879 kantona (cantons). Okruzi su podjeljeni na više kantona (zakon dopušta protezanje jednog kantona na dva okruga, ali to u praksi ne postoji). Njihova uloga je najviše izborna, za vrijeme kantonalnih izbora svaki kanton izabire svog vijećnika u generalnom vijeću departmana. U urbanim područjima, jedna općina često se proteže na više kantona. U ruralnim područjima, kantoni se često sastoje od više manjih općina.

- 36 571 općina (communes). Ovaj nivo upravne podjele, skoro u svim slučajevima, odgovara području jednog grada ili sela. Općina može pokrivati više kantona, ali se može nalaziti samo u jednom departmanskom okrugu. Općinom upravlja izabrano kpćinsko vijeće, na čelu koga je načelnik ili gradonačelnik (maire). Ono raspolaže općinskim proračunom, koji se može upotrijebiti za razne svrhe.

- 3 najnapučenije općine u Francuskoj: Pariz, Marseille i Lyon su još podjeljeni u 45 općinskih okruga (arrondissements municipaux), 20 u Parizu, 16 u Marseilleu$i 9 u Lyonu. Ova podjela nema ništa zajedničko s departmanskim okruzima, nego imaju status podopćina, koje imaju svog načelnika i okružno općinsko vijeće. Svaki okrug ima svoju vijećnicu u Parizu i Lyonu, zajedno sa središnjom vijećnicom, dok u Marseilleu postoji jedna vijećnica po sektoru (secteurs) koji okuplja po dva okruga.

- Neke općine se prostiru na više aglomerizacija ili sela. To se obično događa s mjestima koja su premala da bi imala vlastitu upravu i koja su administrativno pripojena nekoj većoj ili povijesno važnijoj općini. To se obično događa s novim gradovima, koji su sagrađeni na prostoru više općina.

Budući da je Francuska unitarna država, ni jedan od ovih nivoa podjele nema preveliku autonomiju. Podjela kontinentalne Francuske na departmane, okruge, kantone i općine je uvedena 1789. Regije su stvorene u 1950-ima, grupiranjem departmana. Ova podjela je još kontroverzna tema u Francuskoj i često se spominje njezino mijenjanje, ipak u bliskoj budućnosti se to ne namjerava učiniti.
Postoji također i više tipova suradnje fizički bliskih općina (na području prijevoza, gospodarstva i sl). Od siječnja 2006. godine, 32 826 općina (to je 89,8% općina kontinentalne Francuske u kojima živi preko 50 milijuna stanovnika) su grupirani u 2 558 međuopćinskih struktura:
- 14 urbanih zajednica (communautés urbaines), koji su najviši nivo međuopćinske suradnje. Ove zajednice broje više od 500 000 stanovnika, a najmanji gradovi su od 50 000 stanovnika. Članovi planiraju zajedničko gospodarstvo, prijevoz, vodoopskrbu i sl.

- 158 aglomerizacijskih zajednica (communautés d'agglomérations), koji okupljaju barem 50 000 stanovnika s gradovima od minimalno 15 000 stanovnika. Njihove veze su slabije od onih u urbanim zajednicama.

- 2380 općinskih zajednica (communautés de communes), koje nemaju minimalan broj stanovnika. Njihove međusobne veze su još slabije.

- 6 udruga novih aglomerizacija (syndicats d'agglomération nouvelle), je stara kategorija koja je pred nestajanjem.

Još jedna stara upravna podjela od 1995. godine je "zemlja" ili ponekad "regija" (francuski: pays). To je područje koje je zemljopisno, gospodarski, kulturno i društveno blisko i čiji je cilj okupiti vijećnike i gospodarstvenike, kako bi se savjetovali o lokalnim projektima.

## Prekomorska područja
Republika Francuska se sastoji i od više upravnih područja koja se ne nalaze u kontinentalnoj Francuskoj. Ta područja obično imaju veću neovisnost u odnosu na kontinentalnu Francusku.

### Prekomorske regije
U Francuskoj postoje četiri prekomorske regije (régions d'outre-mer) : Gvadalupa, Francuska Gvajana, Martinik i Reunion. Ove regije imaju jednaki status kao i kontinentalne regije od 2003. godine. Svaka od njih je ujedno i prekomorski departman (département d'outre-mer), koji postoje od 1946. godine. Ovaj novi jednodepartmanski režim će se možda u budućnosti ukinuti (tako se razmišlja o stvaranju novog departmana na jugu Réuniona), ali trenutno su to samo nagađanja.
Ove prekomorske regije su podjeljene na: 
- 13 okruga
- 156 kantona
- 114 općina (postoji veći broj kantona nego općina, suprotno od onog što se može primijetiti u kontinentalnoj Francuskoj)

Od 1. siječnja 2006. godine, postoji 15 međuopćinskih udruženja koja okupljaju 87 općina (to je 76,3% općina u prekomorskim regijama) :
- 6 aglomerizacijskih zajednica
- 9 općinskih zajednica

### Prekomorske zajednice
28. ožujka 2003. godine, ustavnom revizijom su stvorene prekomorske zajednice (collectivités d'outre-mer ili COM). Trenutno postoje četiri takve zajednice s različitim statusima:
- Francuska Polinezija s dodatkom "prekomorska zemlja" (pays d'outre-mer) od 27. veljače 2004. je područje velike autonomije. Ima svoju lokalnu vladu, kojom presjedava Predsjednik Francuske Polinezije, te lokalni parlament koji izglasava vlastite zakone. Lokalna vlada smije postizati vlastite dogovore s drugim državama i međunarodnim organizacijama. Polinezija se dijeli na pet upravnih dijelova, koje su podjeljene na 48 općina. Na kraju, 30 od tih općina su podjeljene na područja zvana pridružene općine (communes associées) kojih ima 96. Drugih 18 općina nemaju tu podjelu.

- Mayotte ima status vrlo sličan departmanu, te ima vlastito generalno vijeće. Otok ima dodatan status collectivité départementale od 11. srpnja 2001. te bi mogao postati francuski departman 2010. godine. Mayotte je podijeljen na 17 općina i 19 kantona (svaka općina ima svoj kantona, a Mamoudzou je podijeljen na tri kantona.

- Sveti Petar i Mikelon također ima status sličan departmanu, s generalnim vijećem. Njegovo područje je podijeljeno na dvije općine, ali nema ni okruga ni kantona. Od 11. lipnja 1985. ima status  collectivité territoriale.

- Wallis i Futuna ima vrlo poseban status. Sastoji se od tri monarhije (Alo, Sigavé i Uvéa) koje tvore više podpodijela. Kraljevi ovih kraljevstava se nalaze u teritorijalnom vijeću u kojem se također nalaze i tri izaslanika Republike Francuske, dok se teritorijalna skupština izabire javnim glasovanjem. Uvéa, koja je najnaseljenije kraljevstvo se sastoji od tri distrikta: Hahaké, Hihifo i Mua. Ova kraljevstva i distrikti su podijeljeni u 36 sela, koja nemaju upravnu vrijednost, ali služe kao temelj u orijentaciji stanovništva. Wallis i Futuna nemaju ni okruga ni kantona ni općina, te su jedino područje Francuske koje je naseljeno i nije podijeljeno na općine. Od 20. srpnja 1961. godine, otoci imaju status territoire.

### Nova Kaledonija
Nova Kaledonija ima specifičan status u Francuskoj Republici, koji joj osigurava veliku autonomiju. Područje ima vlastiti kongres koji izabire vladu. Trenutno je ovo područje Francuske s najvećom autonomijom. Nova Kaledonija se dijeli na tri provincije (Sjever, Jug i otoci Loyauté), koji su podijeljeni na 33 općine (uključujući jednu koja je podijeljena između dvije provincije).

### Druga područja
Postoje još tri druga područja Francuske Republike koja nemaju stalno stanovništvo te time ni lokalne izbore:
- Francuski južni i antarktički teritoriji (TAAF), koji su podijeljeni u četiri distrikta : otočje Kerguelen, otok Amsterdam i otok Saint-Paul, otočje Crozet i Zemlja Adélie.  Što se tiče zadnje navedene, Francuska je potpisnica Ugovora o Antarktici iz 1959. godine, čime je suverenitet nad tim područjem suspendiran. Uprava se nalazi u gradu Saint-Pierre na Réunionu i njime upravlja visoki upravitelj (administrateur supérieur) uz asistenciju glavnog tajnika.

- Raspršeni otoci u Indijskom oceanu kojima je upravljao prefekt Réuniona. Ta funkcija je osnovana 19. rujna 1960. OD 3. siječnja 2005. godine, upravljanje otokâ je prepušteno visokom izaslaniku TAAF-a.

- otok Clipperton, koji se navodi kao posjed Republike Francuske. On je pod upravom premijera, kojeg predstavlja visoki izaslanik s Francuske Polinezije.

## Francuska nacionalnost i državljanstvo
Kriteriji za stjecanje francuskog državljanstva su isti u svim područjima Francuske Republike. Svi građani smiju glasovati na predsjedničkim i parlamentarnim izborima, te su predstavljeni u Senatu i Narodnoj Skupštini. U Francuskoj ne postoji razlika između nacionalnosti i državljanstva, te samo državljani smiju glasovati na izborima.
Raspršenim otocima je do 3. siječnja 2005. godine, upravljao prefekt Réuniona. Od tog datuma, oni su odgovornost prefekta TAAF-a (Francuski južni i antarktički teritoriji).

## Europska unija
Kontinentalna Francuska i prekomorske regije čine integralni dio Europske unije. Prekomorske regije se smatraju ultraperifernim regijama EU.
Druga područja francuske republike, ne čine zajednički europski teritorij, ali njihovi stanovnici, koji su francuski državljani, smiju glasovati na europskim izborima. Razni ugovori vežu ova područja s Europskom unijom (kao Euratom ili Euro, koji se primjenjuju na Mayotteu i Svetom Petru i Miklelonu).

## Stare podjele
- Prije Francuske revolucije, 1789. godine, Francuska je bila podjeljena na provincije.
- Izraz "territoire d'outre-mer" je pravno vrijedeći tek od ustavne reforme 28. ožujka 2003.

## Vanjske poveznice
- (fr) Direction générale des collectivités locales  Arhivirana inačica izvorne stranice od 12. listopada 2005. (Wayback Machine) : politička i upravna organizacija Francuske
- (fr) intercommunalites.com  Arhivirana inačica izvorne stranice od 1. lipnja 2005. (Wayback Machine)
- (fr) (en) (de) Lokalne internet stranice po regijama  Arhivirana inačica izvorne stranice od 4. listopada 2006. (Wayback Machine)

|  | Portal Francuske – Pristup člancima s tematikom o Francuskoj. |